# Criminali con brutti musi
Criminali con brutti musi (Thugs with Dirty Mugs) è un film del 1939 diretto da Tex Avery. È un cortometraggio d'animazione della serie Merrie Melodies, uscito negli Stati Uniti il 6 maggio 1939. Il corto è una parodia dei film di gangster prodotti all'epoca dalla Warner Bros., a partire dal titolo che deriva da quello del film dell'anno precedente Gli angeli con la faccia sporca.

## Trama
Il capo gangster Killer Diller (interpretato da Ed. G. Robemsome, caricatura di Edward G. Robinson) e la sua banda rapinano con scioltezza oltre un centinaio di banche nazionali, arrivando a rapinarne 87 in un solo giorno. Il capo della polizia Flat-Foot Flanigan (interpretato dal F.H.A. Homes) brancola nel buio a causa della sua incapacità, sebbene i giornali dicano il contrario. Killer riesce, tra le altre cose, a prelevare i soldi da una banca come fosse una slot machine da casinò e a rapinare un telefono pubblico puntandogli contro una pistola, facendo così urlare di terrore l'operatore e facendo uscire un getto di monete dal vano del resto. Flanigan riceve aiuto da un uomo tra il pubblico che ha già visto il film; questi gli dice che Killer sta progettando di andare alla tenuta della signora Lotta Jewels alle 22. Mentre Killer e la sua banda sono alla tenuta ad ascoltare la radio, Flanigan e i suoi uomini catturano i criminali. Killer riceve una lunga condanna, che si rivela essere una pena detentiva in cui deve scrivere ripetutamente "Sono stato un cattivo ragazzo" su una lavagna.

## Distribuzione

### Edizione italiana
L'edizione italiana del film fu trasmessa direttamente in televisione nei primi anni 2000. Il doppiaggio fu eseguito dalla Time Out Cin.ca e diretto da Massimo Giuliani. Non essendo stata registrata una colonna internazionale, fu sostituita la musica presente durante i dialoghi.

### Edizioni home video

#### VHS
America del Nord
- The Golden Age of Looney Tunes Volume 3: Tex Avery (1992)

#### Laserdisc
- The Golden Age of Looney Tunes (11 dicembre 1991)

#### DVD
Il corto fu pubblicato in DVD-Video, in inglese sottotitolato, come extra nella prima edizione del film I ruggenti anni venti, uscita in America del Nord il 25 gennaio 2005 e in Italia il 16 marzo. Fu poi inserito nel secondo disco della raccolta Looney Tunes Golden Collection: Volume 3 (intitolato Hollywood Caricatures and Parodies) distribuita in America del Nord il 15 ottobre 2005, dove è visibile anche con un commento audio di Greg Ford.

## Accoglienza
Nel 2010 Criminali con brutti musi fu selezionato per l'inclusione nel libro The 100 Greatest Looney Tunes Cartoons; in tale occasione lo storico dell'animazione Greg Ford affermò che il cartone animato "satireggia in modo perspicace i thriller polizieschi dal vivo realizzati negli studi della Warner Bros. in quel periodo. [...] Il vero segreto della durabilità di Criminali con brutti musi sta [...] nell'accuratezza assoluta con cui il cartone animato ricostruisce gli elementi dei film di gangster della Warner".